# Saint-Nicolas-des-Biefs

Saint-Menoux este o comună în departamentul Allier din centrul Franței. În 1 ianuarie 2022 avea o populație de 153 de locuitori.